# Кана Галилейская
Ка́на Галиле́йская — известное из Библии поселение в Галилее, где состоялся брачный пир, на котором Иисус совершил своё первое чудо: претворение воды в вино.

## Упоминания в Библии

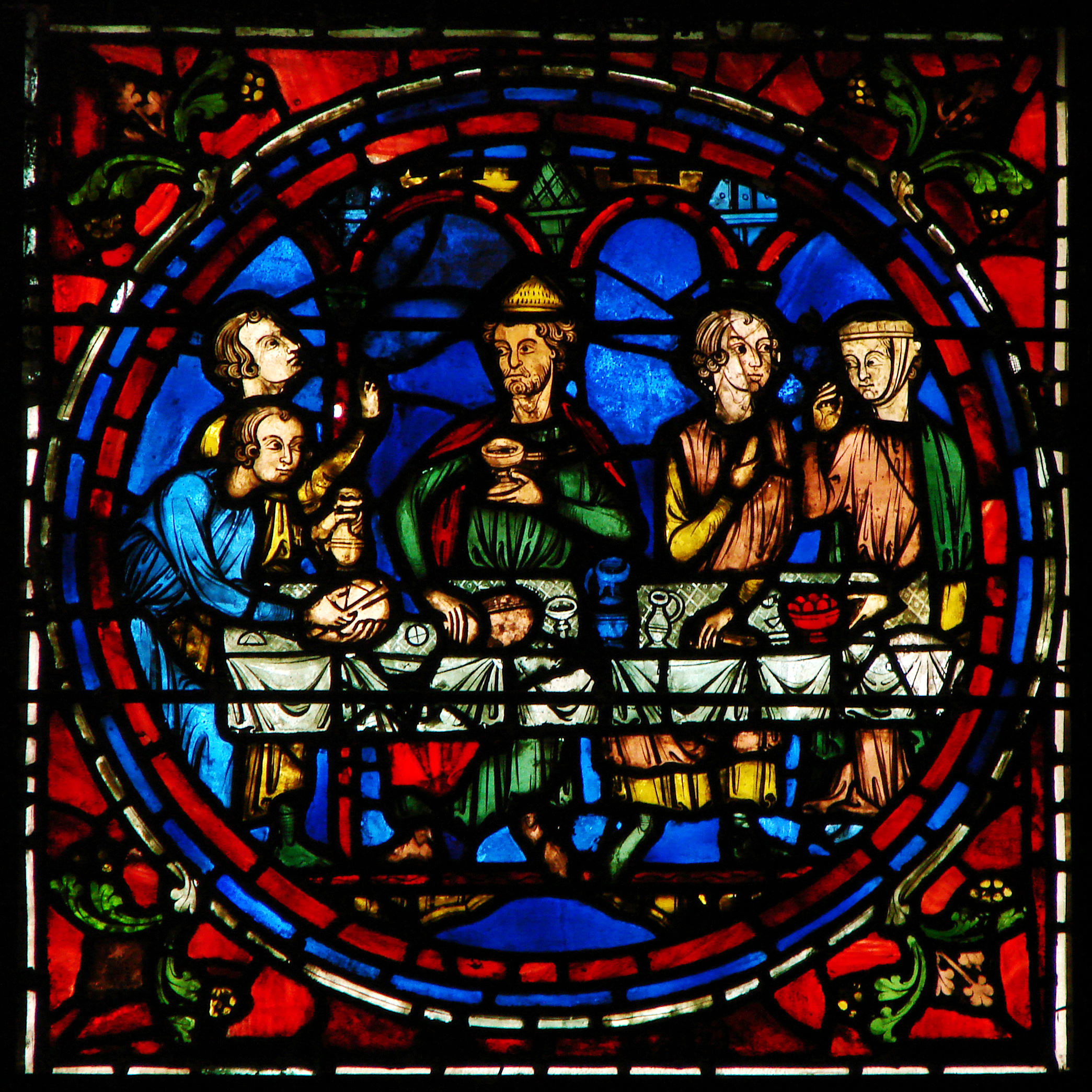
«Брак в Кане Галилейской», фрагмент цветного витража, Шартрский собор, XIII век.

Кана Галилейская несколько раз упоминается в Евангелии от Иоанна. Она наиболее известна как место, где состоялся Брак в Кане Галилейской и где Иисус сотворил своё первое чудо: претворение воды в вино (Ин. 2:1).
Позднее Иисус ещё раз останавливался в Кане Галилейской и во время пребывания там совершил чудо исцеления словом. К нему пришёл некий царедворец из Капернаума, чей сын был тяжело болен. Далее говорится:

Царедворец говорит Ему: Господи! приди, пока не умер сын мой. Иисус говорит ему: пойди, сын твой здоров. Он поверил слову, которое сказал ему Иисус, и пошел. На дороге встретили его слуги его и сказали: сын твой здоров. Он спросил у них: в котором часу стало ему легче? Ему сказали: вчера в седьмом часу горячка оставила его. Из этого отец узнал, что это был тот час, в который Иисус сказал ему: сын твой здоров, и уверовал сам и весь дом его.— (Ин. 4:46)
Также указано, что ученик Христа Нафанаил был родом из Каны Галилейской (Ин. 21:2). Нафанаил большинством библеистов отождествляется с апостолом Варфоломеем.
В других книгах Ветхого и Нового Завета Кана Галилейская не упоминается.

## Историчность и локализация

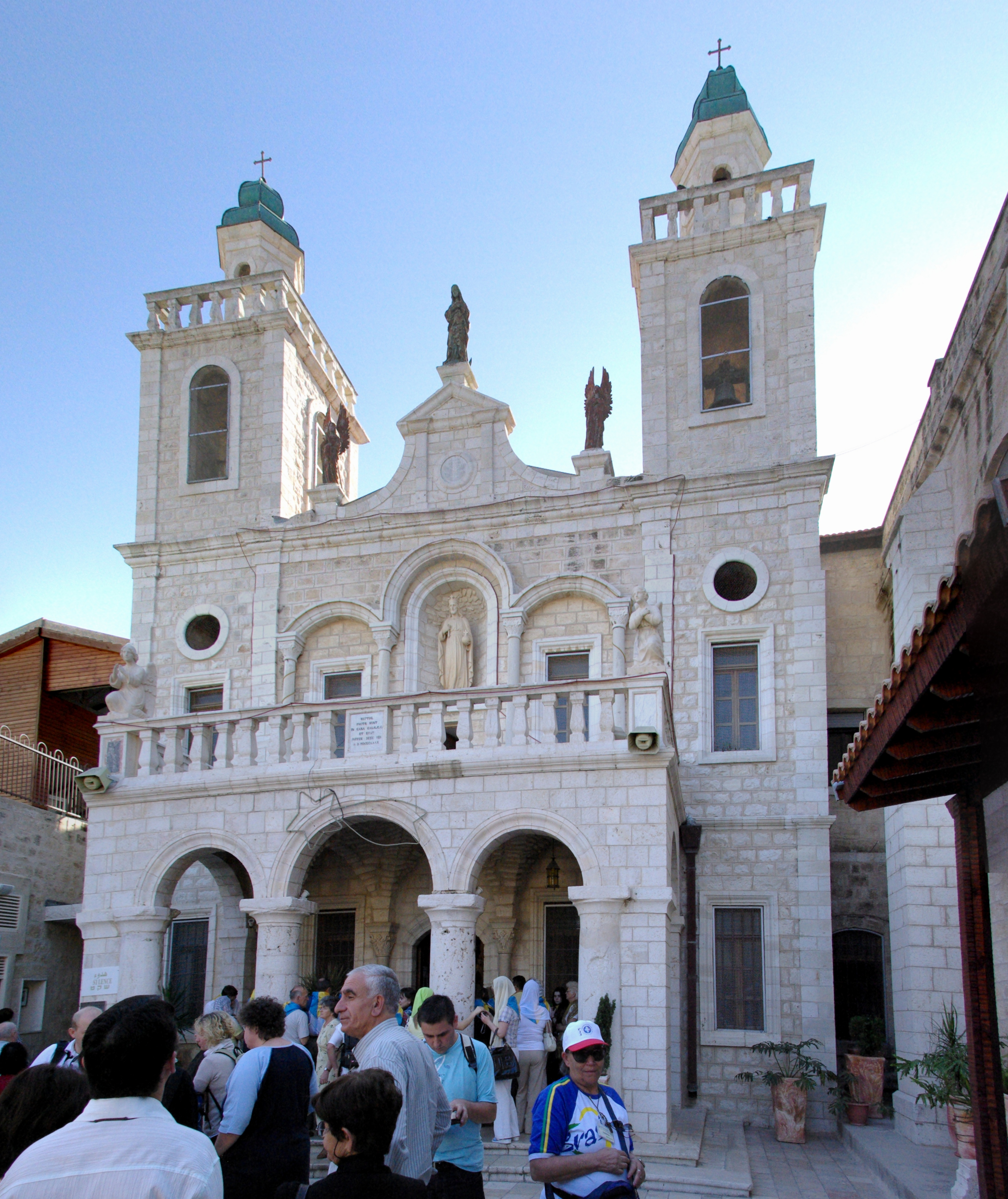
Церковь Венчания в Кафр-Кане, по преданию построенная на месте событий, описанных в Евангелии.

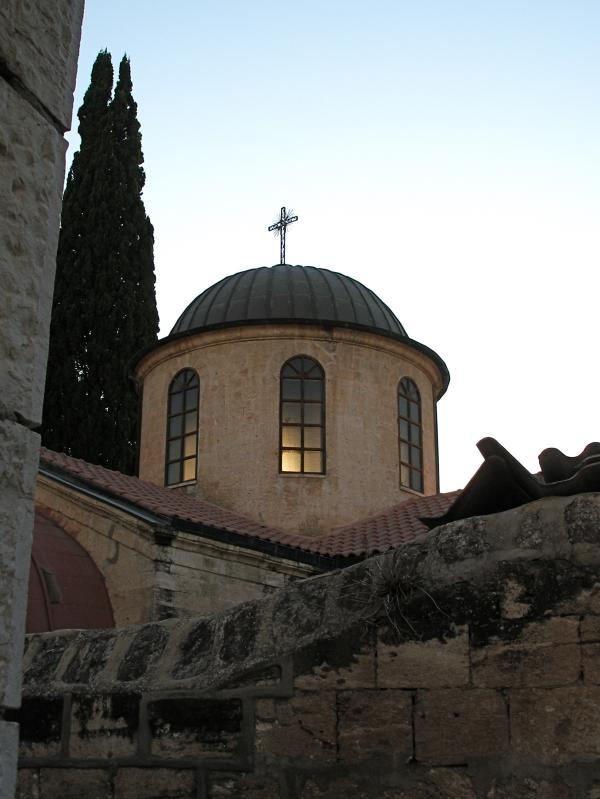
Купол греческой православной церкви в Кафр-Кане.

До относительно недавнего времени Кану Галилейскую уверенно помещали в деревне (ныне город) Кафр-Кана (араб. كفر كنا‎, ивр. כַּפְר כַּנָּא‎).
В городе есть католическая церковь Венчания и греческая православная церковь Святого Георгия, построенные на месте библейского события, по, соответственно, католическому и греческому православному преданиям.
Уже в современную эпоху появились другие претенденты, расположенные в самом Израиле и в Ливане.